# Viola Reggio Calabria
Viola Reggio Calabria – włoski zawodowy klub koszykarski z siedzibą w Reggio Calabria. Założony w 1966 roku.
W przeszłości grali tu tacy koszykarze, jak Wendell Alexis, Manu Ginobili, Joe Bryant (ojciec Kobe Bryanta), Hugo Sconochini, Alejandro Montecchia i Carlos Delfino.

## Nazwa klubu
- 1966-1977 Cestistica Piero Viola
- 1998 Basket Viola Reggio Calabria
- 1998-2007 Nuovo Basket Viola Reggio '98
- 2009-obecnie Team Basket Viola

Od marki sponsora:
- 1982-1984 Banca Popolare
- 1985/1986 Opel
- 1986-1989 Standa
- 1990-1993 Panasonic
- 1993-1995 Pfizer
- 2003/2004 Tris
- 2004/2005 Eurofiditalia
- 2009-2010 Liomatic

## Historia
Zespół z Reggio Calabria w swojej historii czterokrotnie awansował do najwyższej klasy rozgrywkowej we Włoszech. Stało się to w sezonie 1984/85, ale po roku gry zespół spadł z rozgrywek. Trzy lata później z 1 miejsca Viola zdołała ponownie awansować i znowu zaledwie po jednym sezonie musiała pożegnać się z Serie A.
Koszykarze Violi szybko się odbudowali i dwanaście miesięcy później znów okazali się najlepsi wśród rywalizujących drużyn na zapleczu ekstraklasy. Tym razem przygoda z Serie A potrwała sześć sezonów, zwieńczoną w sezonie 1993/94 grą w Pucharze Koracza (ostatnie miejsce w czteroosobej grupie w 1/8 finału).
W międzyczasie klub popadł w problemy finansowe i jako Cestistica Piero Viola ogłosił upaadłość w grudniu 1997 roku. Jednak już miesiąc później jako Basket Viola klub stanął ponownie na nogi.
Po trzecim spadku z rozgrywek klub także po raz trzeci w jeden rok wrócił do szeregu najlepszych drużyn we Włoszech. W sezonie 1998/99 ta sztuka udała się z trzeciego miejsca w Serie A2. Dwa lata później koszykarze z Reggio Calabria ponownie zagrali w europejskich pucharach. I tym razem nie udało się awansować do ćwierćfinału - w 2001 roku na drodze Włochów stanęło Maccabi Ramat Gan (80-106, 98-87).
Cztery lata później klub spadł z ligi, a w 2007 roku na dwa lata wycofał się ze wszelkich rozgrywek.